# Carla Bodendorf
Carla Bodendorf (Eilsleben, 13 de agosto de 1953) é uma ex-atleta alemã, campeã olímpica pela Alemanha Oriental em Montreal 1976.
Velocista especializada nos 100 m e 200 metros rasos, integrou o revezamento 4x100 metros alemão junto como Marlies Göhr, Renate Stecher e Bärbel Wöckel, que conquistou a medalha de ouro nos Jogos de Montreal. Nos mesmos Jogos ficou em quarto lugar nos 200 m rasos, uma final em que as cinco primeiras colocadas eram alemãs dos dois lados da fronteira.
Seu único sucesso individual foi nos 200 m do Campeonato Europeu de Atletismo de 1978, em Praga, com uma medalha de bronze nesta prova. No mesmo torneio, ganhou outra medalha de bronze no revezamento 4x100 m. Neste mesmo ano, integrou a equipe que quebrou o recorde mundial do revezamento feminino, em Potsdam, com a marca de 42s27. Foi a segunda vez que participou de um revezamento recordista mundial, depois de integrar a equipe que era a recordista anterior, desde maio de 1976.
Carla estudou ciência dos esportes e era professora de esportes numa escola em Magdeburg. Com o fim da Alemanha Oriental, foi trabalhar em escolas no interior da província da Saxônia-Anhalt.